# Oboga
Oboga – wieś w Rumunii, w okręgu Aluta, w gminie Oboga. W 2011 roku liczyła 1771 mieszkańców.